# Museum Het Valkhof

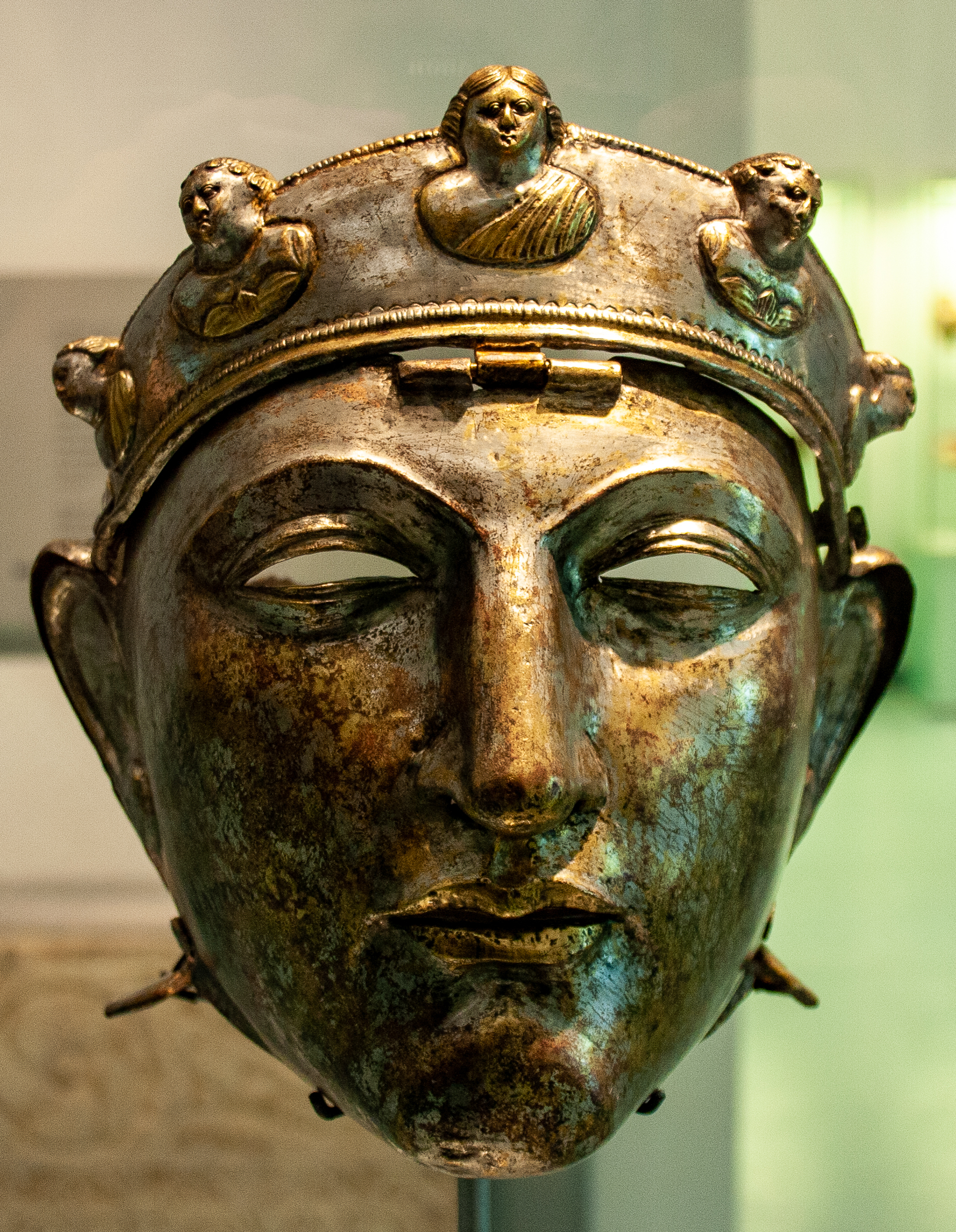
Római sisak és vasálarc az 1. századból; a Waal folyó partján találták homokkitermelés közben

A Museum Het Valkhof a hollandiai Nijmegen város régészeti és művészeti múzeuma. 1998-ban hozták létre a Museum G.M. Kam (1922) régészeti múzeum és a Commanderie van St. Jan klasszikus és modern művészeti gyűjteményének összevonásával. A régészeti anyag alapját Nijmegen előd-városa, a római Noviomagus emlékei adják. 
A múzeum hivatalos nevét 2008 novemberében a múzeumi alapítvány létrehozása miatt Stichting Museum Het Valkhof-Kam-ra változtatták.

## Épülete
A múzeum a Valkhof park mellett épült. A római időkben ezen a helyen egy katonai tábor volt. Később valószínűleg Nagy Károly építtetett itt egy kastélyt. Az épületet Ben van Berkel tervezte, 1999-ben nyitotta meg Beatrix holland királynő. 2022 októberében megkezdték az épület felújítását.

## Gyűjtemények

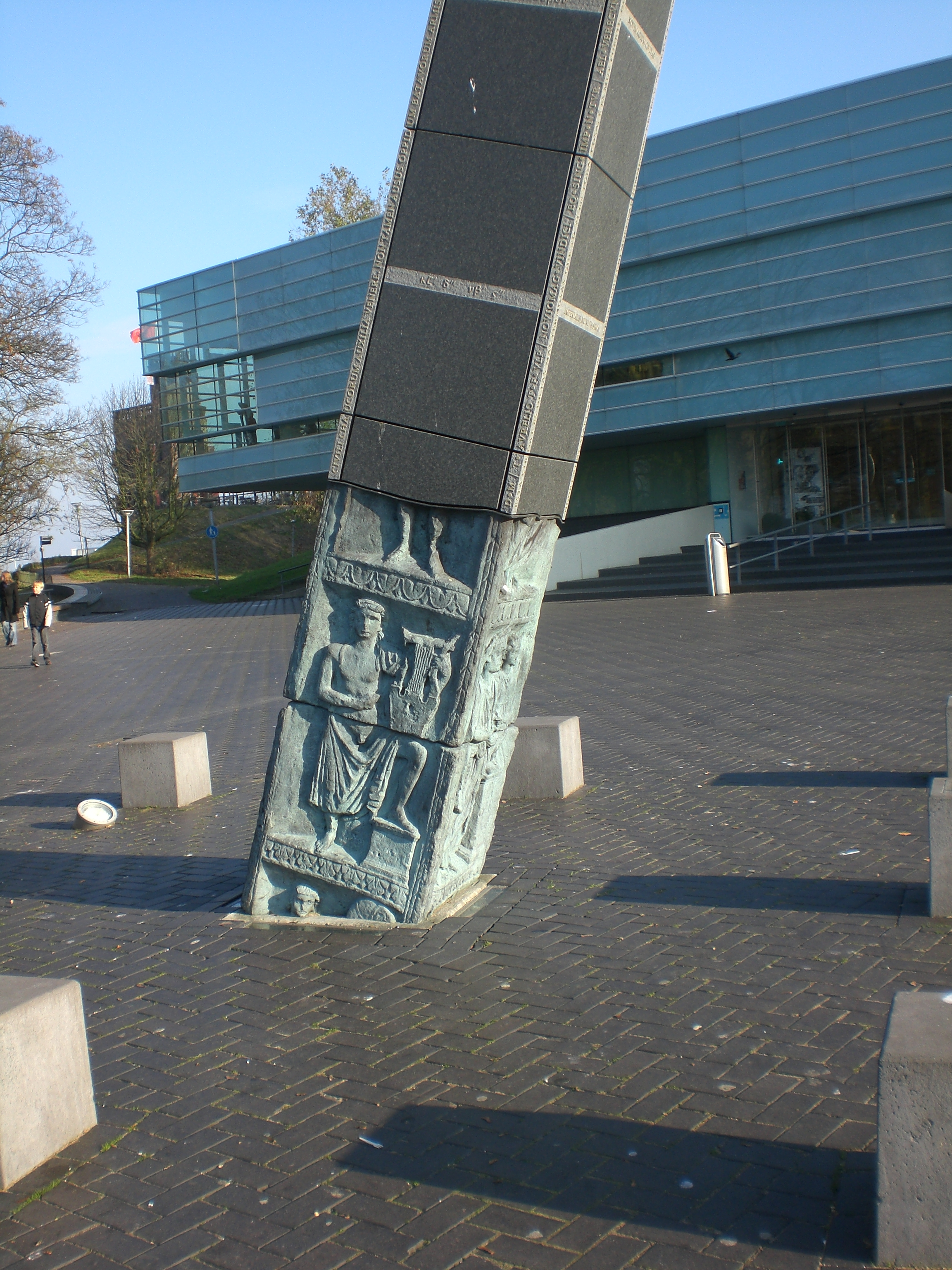
A múzeum előtt emelt emlékmű azon a helyen áll, ahol a római isten-oszlopot találták
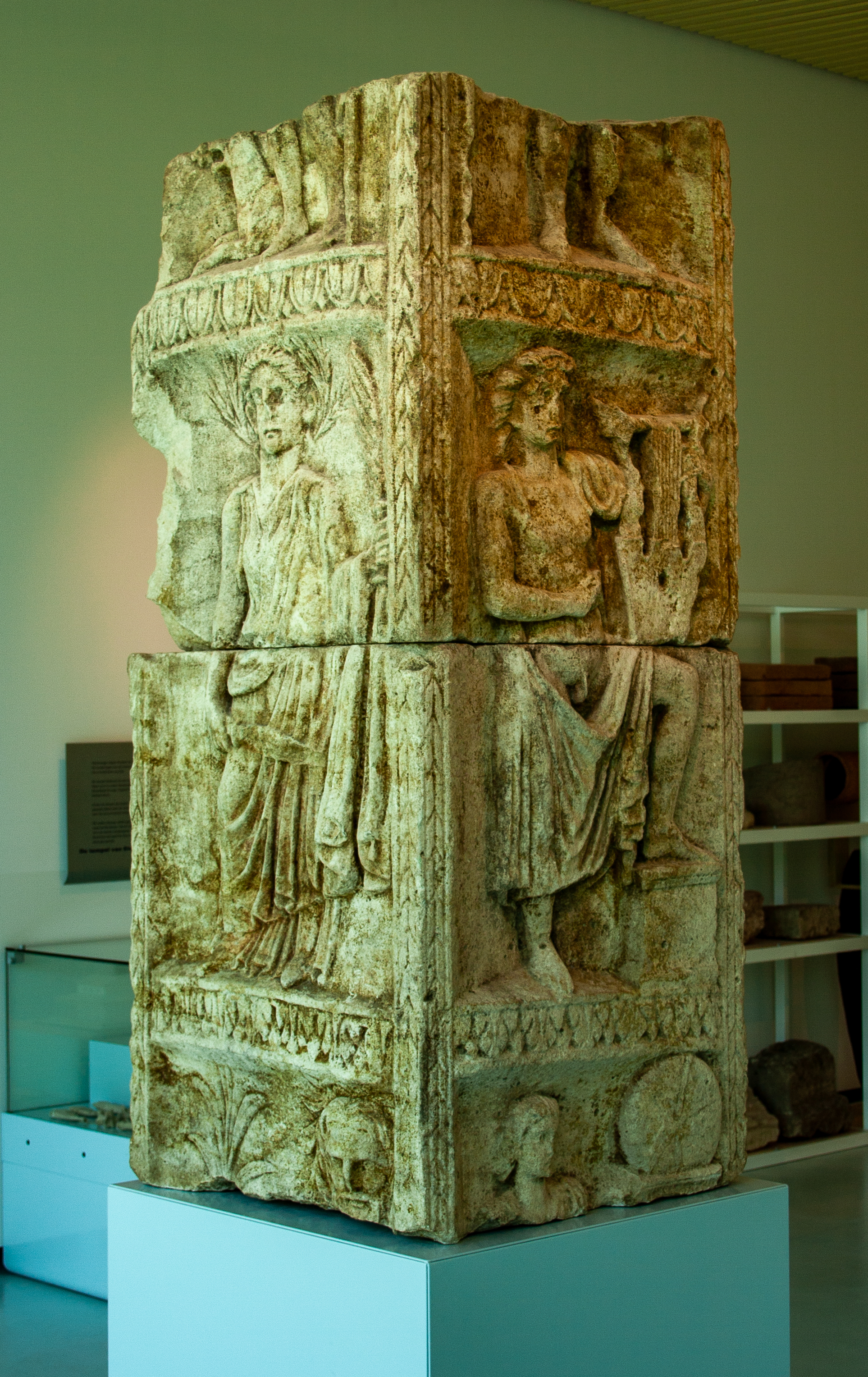
Római oszlop Apolló ábrázolásával
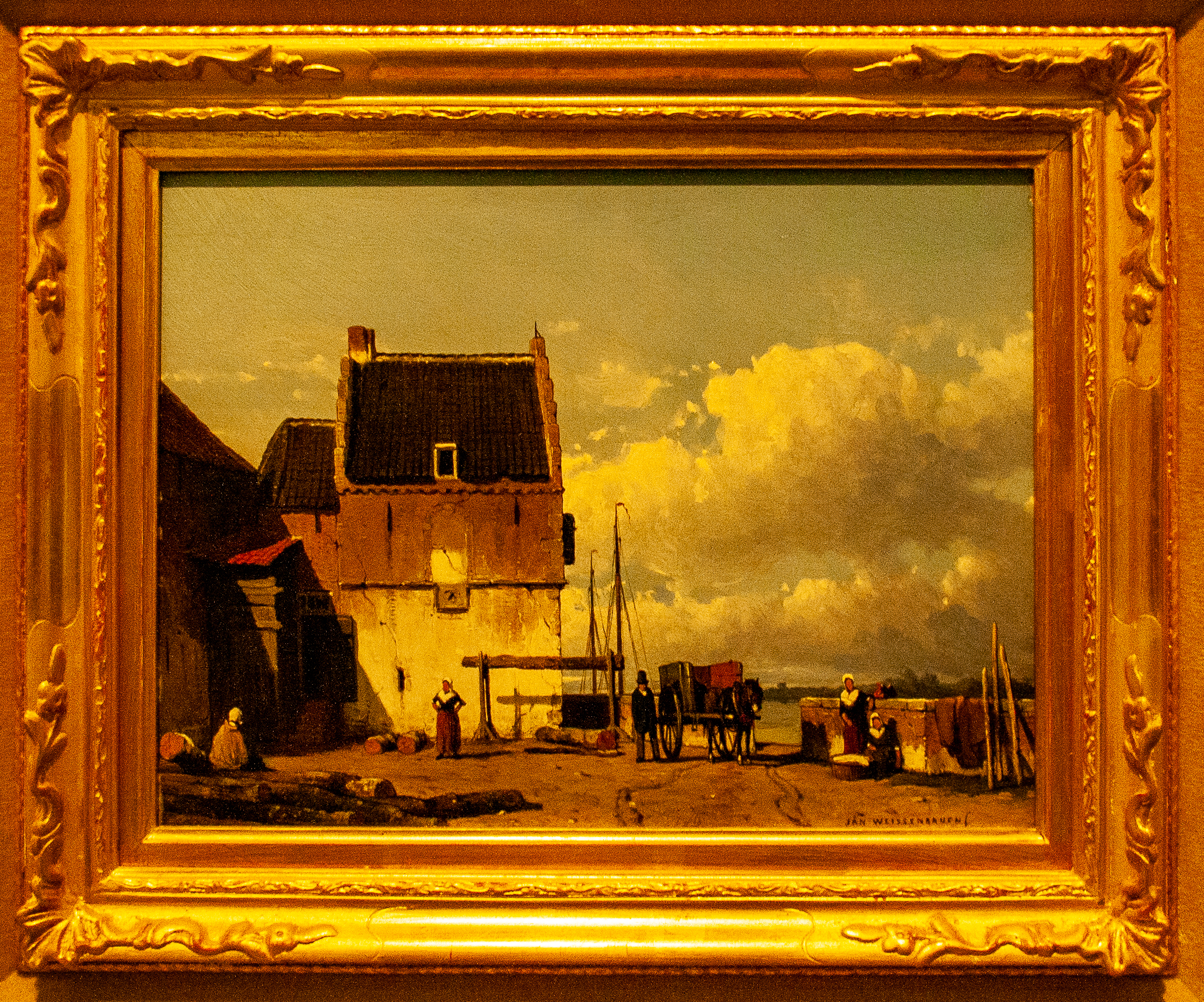
Weissenbruch - A Régi kikötő Nijmegenben
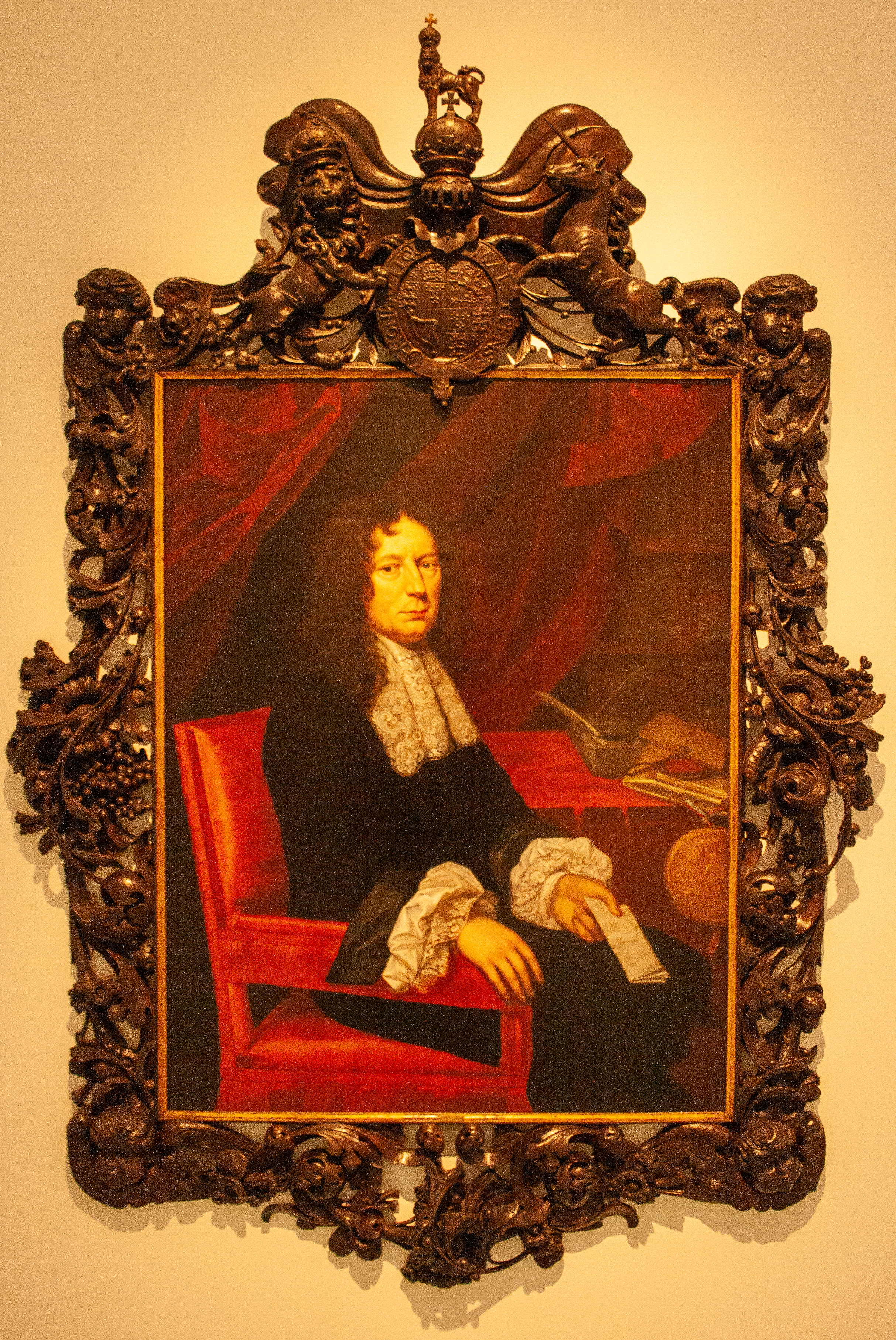
A nijmegeni béketárgyalásokon résztvevő angol diplomata portréja

### Régészet
Az archeológiai részleg változatos kollekciót mutat be az őstörténet, a római kor és a középkor idejéből. Különös hangsúlyt fektetnek Nijmegen elődje, az egykor e helyen állott Noviomagus, a legfontosabb hollandiai római település emlékeinek bemutatására.

### Klasszikus művészetek
A régi művészetek részlege festményeket, rajzokat, nyomatoka, szobrokat és ezüsttárgyakat mutat be.

### Modern művészet
A modern művészeti anyag 1960 után keletkezett műveket tartalmaz. Nagy arányban szerepelnek a pop art és az expressionizmus alkotásai.

## Jegyzetek

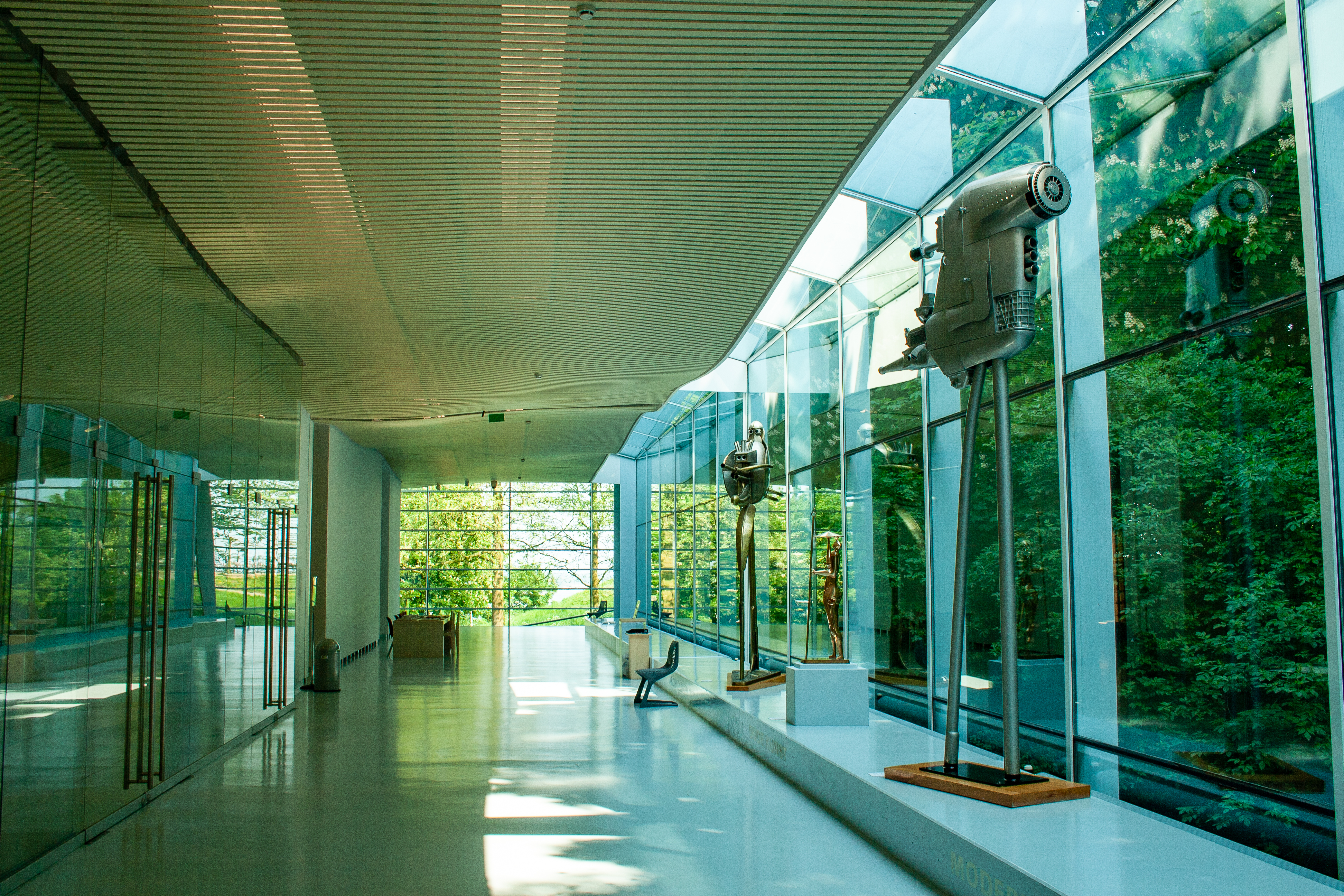
A múzeum belső részlete

## Fordítás
- Ez a szócikk részben vagy egészben  a   Museum Het Valkhof című holland Wikipédia-szócikk ezen változatának fordításán alapul.  Az eredeti cikk szerkesztőit annak laptörténete sorolja fel. Ez a jelzés csupán a megfogalmazás eredetét és a szerzői jogokat jelzi, nem szolgál a cikkben szereplő információk forrásmegjelöléseként.